# Ela Minus
Gabriela Jimeno Caldas (Bogotá, Colombia; 11 de febrero de 1990), conocida bajo el seudónimo artístico Ela Minus, es una cantante, compositora, baterista y productora colombiana de música electrónica y techno pop, radicada en Estados Unidos. Firmada por el sello británico Domino Records desde el año 2019.

## Reseña biográfica
Nació en la ciudad de Bogotá. Empezó en la música a los doce años, cuando era baterista de una banda de rock hardcore llamada Ratón Perez en su ciudad natal, en la que estuvo más de diez años, obteniendo un reconocimiento considerable en la escena nacional independiente.
Jimeno estudió en Boston (EE.UU), en la escuela de Berklee College of Music, donde hizo una doble especialización en jazz y diseño de sintetizadores. Después de sus estudios se radicó en el barrio de Brooklyn donde la cultura DIY, la escena de clubs y el mundo de los sintetizadores la llevaron a concebir el proyecto solista de Ela Minus.
Antes de concentrarse en su proyecto en solitario fue parte de la banda punk "Balancer" y también ella acompañó como baterista en diferentes giras a bandas como Austra y a Chris Tomson junto su banda Dams of the West.
Publicó durante varios años su música y extended plays de forma independiente, hasta el año 2019 cuando firmó con Domino Records, uno de los sellos discográficos más reconocidos y emblemáticos de Gran Bretaña para lanzar su primer álbum "Acts of Rebellion" en el 2020. El primer sencillo de este disco fue “They told us it was hard, but they were wrong”. Luego le siguieron los sencillos “Megapunk”, “ El cielo no es de nadie” y “Dominique”.

## Distinciones
- Disco del año 2020[9] (Radiónica, 2020).
- The 100 Best Songs of 2020,[10] 100 (Pitchfork, 2020).

## Discografía

### Álbumes
LP
- Acts of Rebellion (Domino Records, 2020).[11]
- DÍA (Domino Records, 2025)

EP
- First Words (Self released, 2015).
- Grow (Self released, 2016).
- Adapt (Self released, 2017).

### Sencillos
- Jamaica (Self released, 2015).
- Kiddo (Self released, 2015).
- Ahead (Self released, 2016).
- Juan Sant (Self released, 2017).
- Volcán (Self released, jul. 2016).
- Ceremony (Self released, jun. 2017).
- Jacinto (Self released, dic. 2018).
- They told us it was hard, but they were wrong (Domino Records, abr. 2020).
- MegaPunk (Domino Records, jul. 2020).
- El cielo no es de nadie (Domino Records, jul. 2020).
- Dominique (Domino Records, oct. 2020).